# Obliqueloculina
Obliqueloculina es un género de foraminífero bentónico de la subfamilia Hauerininae, de la familia Hauerinidae, de la superfamilia Milioloidea, del suborden Miliolina y del orden Miliolida. Su especie tipo es Obliqueloculina circumplicata. Su rango cronoestratigráfico abarcaba desde el Chattiense (Oligoceno superior) hasta el Mioceno superior.

## Clasificación
Obliqueloculina incluye a la siguiente especie:
- Obliqueloculina circumplicata †